# Scytodes marshalli
Espèce
Scytodes marshalli est une espèce d'araignées aranéomorphes de la famille des Scytodidae.

## Distribution
Cette espèce est endémique du KwaZulu-Natal en Afrique du Sud. Elle se rencontre vers Estcourt.

## Description
La femelle holotype mesure 8 mm.

## Étymologie
Cette espèce est nommée en l'honneur de Guy Anstruther Knox Marshall (en).

## Publication originale
- Pocock, 1902 : Some new African spiders. Annals and Magazine of Natural History, sér. 7, vol. 10, p. 315-330 (texte intégral).